# Centroclisis felina
Centroclisis felina är en insektsart som först beskrevs av Carl Eduard Adolph Gerstäcker 1894.  Centroclisis felina ingår i släktet Centroclisis och familjen myrlejonsländor. Inga underarter finns listade i Catalogue of Life.